# Mecilio Ilariano
Mecilio Ilariano (latino: Mecilius Hilarianus; fl. 316-354) è stato un senatore e politico romano di età imperiale, praefectus urbi e console.
Fu corrector in Lucania e Buttiti (in questa qualità ricevette un editto contenuto nel Codice teodosiano datato al 30 gennaio 316); nel 324 era proconsole d'Africa; console nel 332, praefectus urbi dal 338 al 339; prefetto del pretorio, forse dell'Italia, nel 354.

### Fonti primarie
- Cronografo del 354 (MGH Chronica Minora I, 1892, p. 69).
- CIL VI, 37115, CIL VIII, 1179, CIL VIII, 12524

### Fonti secondarie
- "Hilarianus 5", The Prosopography of the Later Roman Empire, Cambridge University Press, 1971, ISBN 0521072336, p. 433.